# Rud en Ängen
Rud en Ängen (Zweeds: Rud och Ängen) is een småort in de gemeente Hammarö in het landschap Värmland en de provincie Värmlands län in Zweden. Het småort heeft 150 inwoners (2005) en een oppervlakte van 48 hectare. Eigenlijk bestaat de plaats uit twee verschillende plaatsen: Rud en Ängen.